# سكارلت
سكارلت هي الرواية الثانية من السجلات القمرية لماريسا ميير، نشرت من طرف ماكميلان بابليشرز من خلال شركتها الفرعية فيول والأصدقاء. القصة قائمة بشكل كبير على الحكاية الخرافية «ذات الرداء الأحمر»، كالرواية السابقة سيندر القائمة بشكل كبير على «سندريلا».